# Jens Ohlin
Leif Jens Fredrik Arbabi Ohlin, född Ohlin den 3 juli 1974 i Burlövs församling, Skåne, är en svensk skådespelare, dramatiker och regissör. 
Han studerade vid Teaterhögskolan i Stockholm 2000-2004. Han är gift med regissören och dramatikern Farnaz Arbabi.
2017 tilldelades han, tillsammans med Hannes Meidal, Svenska Dagbladets Thaliapris för deras uppmärksammade nytolkning av Hamlet på Teater Galeasen och på Sveriges Television. Hamlet tilldelades även Svenska teaterkritikers förenings teaterpris 2017.

## Teater

### Regi (ej komplett)
| År   | Produktion             | Upphovsmän                       | Teater                                                                              |
| ---- | ---------------------- | -------------------------------- | ----------------------------------------------------------------------------------- |
| 2005 | Kafka                  | Jens Ohlin och Hannes Meidal     | Strindbergs Intima Teater                                                           |
| 2007 | Trompe-l'oeil          | Jens Ohlin och Hannes Meidal     | Limbo                                                                               |
| 2008 | Den bergtagna          | Victoria Benedictsson            | Strindbergs Intima Teater/ Teater Galeasen utvald till Svenska teaterbiennalen 2009 |
| 2010 | Remake                 | Daniel Karlsson                  | Ung scen/öst                                                                        |
| 2012 | Rövare Die Räuber      | Friedrich Schiller               | Unga Dramaten utvald till svenska Scenkonstbiennalen 2013.                          |
| 2012 | Agamemnons förbannelse | Christina Ouzounidis             | Teater Galeasen                                                                     |
| 2014 | Don Giovanni           | Jens Ohlin och Hannes Meidal     | Unga Dramaten                                                                       |
| 2015 | Götgatan               | Kristian Hallberg och Jens Ohlin | Dramaten                                                                            |
| 2015 | Marodörer              | Jens Ohlin och Hannes Meidal     | Dramaten                                                                            |
| 2016 | Marie Antoinette       | Jens Ohlin                       | Folkteatern, Göteborg                                                               |
| 2017 | Hamlet                 | Jens Ohlin och Hannes Meidal     | Teater Galeasen/ Dramaten Utvald till Scenkonstbiennalen 2017.                      |
| 2018 | Faust                  | Jens Ohlin och Hannes Meidal     | Dramaten                                                                            |
| 2020 | Misantroperna          | Jens Ohlin                       | Folkteatern Göteborg                                                                |
| 2022 | (Macbeth)              | Hannes Meidal och Jens Ohlin     | Dramaten                                                                            |

### Roller (ej komplett)
| År   | Roll         | Produktion                                | Regi                | Teater                    |
| ---- | ------------ | ----------------------------------------- | ------------------- | ------------------------- |
| 2000 |              | Fadren August Strindberg                  | Thorsten Flinck     | Teater Plaza              |
| 2002 |              | Sonen Jon Fosse                           | Johan Holmberg      | Borås Stadsteater         |
| 2003 |              | Inget växer utom Stig (och Molly)         | Staffan Roos        | Dramaten                  |
| 2004 | Istvan       | Hänga ut                                  | Christian Tomner    | Dramaten                  |
| 2004 |              | Herr Arnes penningar Selma Lagerlöf       | Birgitta Englin     | Dramaten                  |
| 2005 |              | Om Tobakens skadlighet                    | Anita Ekström       | Kullehusteatern           |
| 2005 |              | Björnen Anton Tjechov                     | Anita Ekström       | Kullehusteatern           |
| 2006 | Robert       | Maratondansen                             | Alexander Öberg     | Backa Teater              |
| 2006 |              | Rikard III William Shakespeare            | Linus Fellbom       | Riksteatern               |
| 2007 |              | Erövringar                                | Anita Ekström       | Kullehusteatern           |
| 2007 |              | Richard III William Shakespeare           | Linus Fellbom       | Riksteatern               |
| 2008 | Axel         | Kamraterna                                | Anita Ekström       | Kullehusteatern           |
| 2009 | Russell      | Moral Science Club                        | Farnaz Arbabi       | Judiska teatern           |
| 2009 | Adolf        | Fordringsägare August Strindberg          | Linus Fellbom       | Riksteatern               |
| 2010 | Jansen       | Det kalla hjärtat                         | Martin Rosengardten | Teater Galeasen           |
| 2013 | Tesman       | Hedda Gabler Henrik Ibsen                 | Farnaz Arbabi       | Uppsala stadsteater       |
| 2015 | Henning      | Götgatan Kristian Hallberg och Jens Ohlin | Jens Ohlin          | Dramaten                  |
| 2019 | Guildenstern | Hamlet Jens Ohlin och Hannes Meidal       | Jens Ohlin          | Teater Galeasen/ Dramaten |

## Filmografi
- 2003 - Volley
- 2005 - Krama mig
- 2006 - Kronprinsessan (dramaserie)
- 2011 - Anno 1790
- 2012 - Bitchkram
- 2015 - Odödliga
- 2016 - Rinkebysvenska
- 2017 - Turkkiosken
- 2018 - Tårtgeneralen
- 2020 - Nelly Rapp - Monsteragent
- 2021 - Bäckström (TV-serie)
- 2023 - Nelly Rapp – Dödens spegel